# E-graf
V informatice je e-graf datová struktura, která ukládá relaci ekvivalence nad termy nějakého jazyka.

## Definice a operace
Nechť jsou {\displaystyle f,g,\ldots } symboly funkcí v nějakém jazyce, a nechť jsou {\displaystyle t_{1},\ldots } termy v tomtéž jazyce. Nechť je {\displaystyle \mathbb {id} } spočetná množina neprůhledných identifikátorů, u nichž lze ověřovat rovnost. Tuto množinu nazýváme identifikátory e-tříd. Potom e-uzel je symbol n-ární funkce společně s {\displaystyle n} identifikátory e-tříd. E-třída je množina e-uzlů. E-graf obsahuje datovou strukturu disjunktních množin {\displaystyle U} nad identifikátory e-tříd se standardními operacemi {\displaystyle \mathrm {add} }, {\displaystyle \mathrm {find} }, a {\displaystyle \mathrm {merge} }.
Identifikátor e-tříd {\displaystyle e} je kanonický, pokud {\displaystyle \mathrm {find} (U,e)=e}. E-uzel {\displaystyle f(i_{1},\ldots ,i_{n})} (kde {\displaystyle i_{1},\ldots ,i_{n}\in \mathbb {id} }) je kanonický, pokud je každý {\displaystyle i_{j}} kanonický (kde {\displaystyle j} je v {\displaystyle 1,\ldots ,n} ).
E-graf je kombinací: 
- struktury disjunktních množin {\displaystyle U}
- hashcons {\displaystyle H} (tj. zobrazení) z kanonických e-uzlů na identifikátory e-tříd
- zobrazení e-tříd {\displaystyle M} které zobrazuje identifikátory e-tříd na e-třídy tak, že {\displaystyle M} přiřadí ekvivalentním identifikátorům stejnou množinu e-uzlů: {\displaystyle \forall i,j\in \mathbb {id} ,M[i]=M[j]\Leftrightarrow \mathrm {find} (U,i)=\mathrm {find} (U,j)}

### Invarianty
Kromě výše uvedené struktury vyhovuje platný e-graf několika datovým invariantám.  Dva e-uzly jsou ekvivalentní, pokud jsou ve stejné e-třídě. Invarianta kongruence uvádí, že e-graf musí zajistit, aby byla ekvivalence uzavřena v rámci kongruence, kde dva e-uzly {\displaystyle f(i_{1},\ldots ,i_{n}),f(j_{1},\ldots ,j_{n})} jsou kongruentní, když {\displaystyle \mathrm {find} (U,i_{k})=\mathrm {find} (U,j_{k}),k\in \{1,\ldots ,n\}}. Invarianta hashcons postuluje, že hashcons mapuje kanonické e-uzly na identifikátor jejich e-třídy.

### Operace
E-grafy poskytují abstrakci kolem operací {\displaystyle \mathrm {add} }, {\displaystyle \mathrm {find} }, a {\displaystyle \mathrm {merge} } ze struktury disjunktních množin, které zachovávají e-grafové invarianty. Další operací je e-párování. Ten mapuje „vzory“ (termy s proměnnými) na n-tice substitucí (od vzorů k identifikátorům e-tříd) a na identifikátory e-tříd tak, že vrácené e-třídy obsahují uzly, které odpovídají vstupnímu vzoru po aplikování substituce.

## Saturace rovností
Saturace rovností je technika vytváření optimalizujících překladačů pomocí e-grafů.  Funguje tak, že aplikuje sadu přepisovacích pravidel pomocí e-párování, dokud není e-graf nasycený, nevyprší časový limit, není dosaženo limitu velikosti e-grafu, není překročen určitý počet iterací nebo není dosaženo jiné zastavovací podmínky. Po přepisování se z e-grafu extrahuje optimální term podle nějaké nákladové funkce, obvykle související s velikostí AST nebo výkonem.

## Použití
E-grafy se používají v automatických důkazových systémech. Tvoří klíčovou součást moderních SMT solverů, jako jsou Z3  a CVC4.
Saturace rovností se používá ve specializovaných optimalizujících kompilátorech,  např. pro hluboké učení  a lineární algebru.  Saturace rovností byla také použita při validaci překladu aplikovanou na sadu nástrojů LLVM. 